# Rio Maiquinique
Rio Maiquinique är ett vattendrag i Brasilien.   Det ligger i delstaten Bahia, i den östra delen av landet, 900 km öster om huvudstaden Brasília.
Omgivningarna runt Rio Maiquinique är huvudsakligen savann. Runt Rio Maiquinique är det ganska glesbefolkat, med 45 invånare per kvadratkilometer.